# Rhynchobapta flavicostaria
Rhynchobapta flavicostaria là một loài bướm đêm trong họ Geometridae.